# Nimba (geslacht)
Nimba is een mosdiertjesgeslacht uit de  familie van de Lacernidae en de orde Cheilostomatida.

## Soorten
- Nimba biserialis Souto, 2019
- Nimba praetexta Jullien & Calvet, 1903
- Nimba saxatilis Hayward & Ryland, 1995
- Nimba terranovae (Powell, 1967)
- Nimba verrucosa Gordon, 1989